# Грађани (племе)
Грађани је назив старог племена у Црној Гори које сачињавају следећа братства:
- Кнежевићи
- Петровићи
- Милановићи
- Вуковићи
- Барјамовићи
- Михаљевићи
- Ивановићи
- Војводићи
- Поповићи
- Бајковићи
- Црнојевићи
- Ђукановићи
- Ђурашевићи
- Укашевићи / Вукашевићи
- Баше
- Кричије

Од изумрлих и исељених родова, за које се каже да су најстарији у Грађанима, памте се: Бискупићи, Боснићи, Бошковићи и њихов огранак Колари (иселили се у Мркојевиће, где су исламизирани), Ђурићи, Лончари, Спановићи (у Црмницу – Сотониће, где њихових потомака има и данас), Трхаљи (у Боку)

## Појам племена
Племе је постојало много пре времена када га налазимо први пут споменутим, свакако пре немањићке државе. Основали су га без сумње Срби из Зете.

## Племе Грађани
Племе Грађани је српско племе у Ријечкој нахији старе Црне Горе.
Налази се у Ријечкој нахији Црне Горе, Југоисточно од Цетиња према Скадарском језеру. Ово племе се звало некада звало и Шишојевићима и главно му је седиште било у северном делу његове садашње области. И сада ту постоји сеоце Шишовићи на земљишту некадашњег великог насеља с истим именом.

## Историја
У том скривеном пределу развила су се јака братства, која су се убрзо раширила на југозапад, у велики предео Грађане, а одатле на исток, у предео Радомир. Становници Грађана су се услед повољних природних услова (и праве климе подесне и за ратарство и за сточарство) умножили у три јака братства Липовце, Војводиће и треће братство које је управо група братстава. Како нису имали куда да се шире или насељавају у близини свог племенског седишта, вишак становништва се морао расељавати. Зато племе није могло осетно расти бројем, пошто је ограничено на своју малену област

## Познати Грађани
- Први епископ зетски Иларион (Илија Шишевић)
- Јован Поповић-Липовац
- кнез Шћепац
- кнез Илија
- капетан Иво Кнежевић
- поп Стево Кнежевић
- потпоручник Блажо Кнежевић
- официр Машан Кнежевић
- командир Зеко Кнежевић
- професор Марко Кнежевић
- Филип Бајковић
- Бобан Бајковић
- Ђуро Петровић
- капетан Ћуро Михаљевић